# 仙女姐姐來我家
《仙女姐姐來我家》（英語：Fairy In The House）是2022年於衛視中文台、星衛娛樂台、中視播出的台灣偶像劇，為衛視原創第3部戲劇作品。由怡佳娛樂製作，夏朧、吳念軒、韓瑜、黃薇渟、李聿安、尹昭德、李之勤領銜主演。2022年10月4日起於衛視中文台、星衛娛樂台、中視主頻首播，11月15日殺青，11月17日舉辦殺青酒。

## 播出時間

### 首播
| 頻道       | 所在地 | 播出日期      | 播出時間                   |
| ---------- | ------ | ------------- | -------------------------- |
| 衛視中文台 | 臺灣   | 2022年10月4日 | 每週一至週五 20:00 - 21:00 |
| 星衛娛樂台 | 臺灣   | 2022年10月4日 | 每週一至週五 20:00 - 20:50 |
| 中視主頻   | 臺灣   | 2022年10月4日 | 每週一至週五 22:00 - 23:00 |
| YouTube    | 臺灣   | 2022年10月5日 | 每週二至週六 11:00 上架    |

### 重播
| 頻道       | 所在地 | 播出日期      | 播出時間                   |
| ---------- | ------ | ------------- | -------------------------- |
| 衛視中文台 | 臺灣   | 2022年10月4日 | 每週一至週五 23:00 - 24:00 |
| 衛視中文台 | 臺灣   | 2022年10月5日 | 每週一至週五 04:00 - 05:00 |
| 衛視中文台 | 臺灣   | 2022年10月5日 | 每週一至週五 08:00 - 09:00 |
| 衛視中文台 | 臺灣   | 2022年10月5日 | 每週一至週五 13:00 - 14:00 |
| 中視主頻   | 臺灣   | 2022年10月5日 | 每週二至週六 01:00 - 02:00 |
| 星衛娛樂台 | 臺灣   | 2022年10月5日 | 每週一至週五 01:40 - 02:30 |
| 星衛娛樂台 | 臺灣   | 2022年10月5日 | 每週一至週五 06:40 - 07:30 |
| 星衛娛樂台 | 臺灣   | 2022年10月5日 | 每週一至週五 11:40 - 12:30 |
| 星衛娛樂台 | 臺灣   | 2022年10月5日 | 每週一至週五 16:40 - 17:30 |

## 劇情大綱
講述一個沒有心、不懂得人間情欲的竹仙女—采竹（夏朧 飾），被王母娘娘打入凡間，必須懂得「人心」，才能重返天庭。於是祂遇上了在人間擁有超高「陰德值」的人類—王琥珀（吳念軒 飾），以及可愛的王家一家人王爸—王富貴（尹昭德 飾）、王媽—黃寶石（李之勤 飾）、大姐王翡翠（韓瑜 飾）、二姐王珍珠（黃薇渟 飾）、三姐王珊瑚（李聿安 飾），從此展開了奇妙的人仙情緣，這根耿直竹子，到底能不能順利得到夢寐以求的那顆「心」？

## 演員陣容

### 主要演員
| 演員   | 角色     | 職業／關係 | 登場集數                                 |
| 夏朧   | 采竹仙女 | 王采竹，竹仙女，御花園管理員，王琥珀之妻，王朵朵的母親 因為做錯事，而被王母娘娘貶入凡，於生完朵朵後，因雛菊開花，而被天兵天將強行帶上天界，因捨不得朵朵跟琥珀一家，因此想變成凡人，向王母娘娘求情後得以下凡為人。但一切都重新開始了……，後琥珀恢復記憶想起自己。                 | 1-19,21-60                               |
| 吳念軒 | 王琥珀   | 王翡翠、王珍珠、王珊瑚的弟弟，采竹之夫，王朵朵的父親，執行製作人，目前於富貴桌球館擔任老闆，因采竹被帶上天界曾傷心了很久。後因采竹對王母娘娘的求情，「重新開始」後的他獨自帶著朵朵，卻遺忘了采竹是誰，後恢復記憶想起采竹。                                                      | 全劇                                     |
| 韓瑜   | 王翡翠   | 大姊，卓飛揚之妻，卓不凡的母親，知名大律師，現與飛揚仍然為「名義上」的夫妻，但仍未正式娶進門，由於婆媳問題，讓翡翠壓力倍增，但因飛揚的道歉，及不凡的溝通，讓翡翠比較沒有壓力了點，婆媳問題也因不凡及飛揚而解決了。                                                              | 1-5,7-8,10-15,18-25,27,29-49,51-52,57-60 |
| 黃薇渟 | 王珍珠   | 二姊，當紅大明星，電影《烈火情人》的女主角莫雪兒，被經紀人稱為「國民狐狸精」，自為了拍戲而去山上的「有容寺」修行過後，似乎喜歡上了釋覺勵，但自己內心不肯承認。三年後，小簡喜歡的農夫「俊雄」突然出現，後得知俊雄就是覺勵，後確認，並跟俊雄交往中，蔡俊雄之女友。                | 1-4,6-13,15-37,39-41,44,48-60            |
| 李聿安 | 王珊瑚   | 三姊，知名暢銷作家，沉迷於神秘學 是勤明（尼莫）的前女友，由於懷疑自己喜歡上了徐語樓，於是主動向勤明分手，但是此時語樓誤會她跟勤明結了婚，而就這樣消失不見整整三年……，三年後，語樓在珊瑚的發表會上主動找了珊瑚搭話，並向她表明了自己的心意及為難，於是兩人終於說開並且在一起了。 | 1,3-4,6-10,12,14-50,52-60                |
| 尹昭德 | 王富貴   | 黃寶石的丈夫，王翡翠、王珍珠、王珊瑚、王琥珀的父親，熱愛桌球，為退役桌球選手。 | 1,3-5,7-8,10-13,15,17-20,22-27,29-60     |
| 李之勤 | 黃寶石   | 王富貴的妻子，王翡翠、王珍珠、王珊瑚、王琥珀的母親。 | 1,3-12,14-15,17-20,23-60                 |

### 其他演員
| 演員              | 角色              | 職業／關係 | 登場集數                                                            |
| 李至正            | 卓飛揚            | 王翡翠之夫，卓不凡的父親，王翡翠現任「丈夫」(已復合)，原為律師事務所的律師，後來因翡翠開導他要有自己的夢想，於是自行開店成為咖啡廳老闆，采竹目前在他的咖啡廳上班，也很常助攻采竹及琥珀的關係。 | 1-2,4-5,10-16,18,24-25,31-35,39,41-44,47-48,51-55,57-60             |
| 吳岳擎            | 釋覺勵 （蔡俊雄） | 有容寺師兄，釋覺心的師弟 三年後，因在三年前對珍珠動了凡心，而且母親病重無法打理農場，所以還俗成蔡俊雄，在農場當農夫，因不擅表達的關係總是以面罩示人，連珍珠都不例外，然而就算這樣，在珍珠有一次回有容寺時，因惟塵師父的幾句話，也默默發現了「俊雄」就是「覺勵」，後被珍珠得知自己就是覺勵，後跟王珍珠交往，王珍珠之男友。 | 24,26-33,35-36,37(回憶),39-41,51,53,55-60                           |
| 邱木翰            | 徐語樓            | 王珊瑚在如歌出版社的編輯，王珊瑚現任男朋友，因三年前的某些誤會，導致語樓以為珊瑚已跟勤明結婚，所以飛往澳洲，整整三年無聞無問，導致珊瑚生氣了很久，三年後，在珊瑚的發表會上出現，並跟她解釋原因後，兩人才終於冰釋前嫌，在帶珊瑚「體驗生活」的過程中，兩人的好感度極速上升，於是兩人順勢成為了男女朋友。                    | 3,6-9,14-19,23-24,26-32,34-35,41-45,47-48,52-54,56-57,59-60         |
| 羅美玲            | 吳美女            | 王家鄰居，趙英雄的妻子。 | 3(聲音),20,23-26,33-35,40-44,46-47                                  |
| 亮哲              | 趙英雄            | 王家鄰居，吳美女的丈夫，後來選上田新里的里長。 | 3,8,23-25,30,33-38,40-43,46-49                                      |
| 邱以太            | 張福德            | 土地公，朵朵前任乾爹，因王母娘娘消除王家記憶的關係，所以王家全部人都忘了他是土地公的身份，因此，他也不再是朵朵的乾爹了。采竹回凡後，一直默默的照顧著她，也時常助攻她與琥珀間的感情。 | 1,3,5-6,8,13,15,22,32-35,39-41,45-46,49-53,55-56,57(聲音),58-60     |
| 夏大寶            | 簡旺吉            | 王珍珠的經紀人，同性戀，喜歡蔡俊雄，喜歡的程度已經到了幾乎每天都去看他的程度。 | 2-4,6,8-13,15-16,18-21,24-27,29(幻想),34-35,41,48(聲音),51-53,55-59 |
| 廖偉博            | 李勤明            | 王珊瑚的前男友，綽號「尼莫」，已和一名女子結婚並育有一子。 | 4,8-9,17-18,34-38,40,48,52-53                                       |
| 劉曜誠            | 卓不凡            | 卓飛揚、王翡翠的兒子，在一次翡翠、飛揚及飛揚媽餐局中勇敢的幫了翡翠及飛揚和飛揚媽的關係。 | 1-5,10-15,18,23,25,30-35,37-38,41-44,48                             |
| 葉泓毅 （三年後） | 卓不凡            | 卓飛揚、王翡翠的兒子，在一次翡翠、飛揚及飛揚媽餐局中勇敢的幫了翡翠及飛揚和飛揚媽的關係。 | 51,57-60                                                            |
| 林沫呈            | 老劉              | 劇組道具組，王琥珀的同事。 | 1-2,6,8-15,18-21,26,28,31,35,49(聲音)                               |
| 汪奇威            | 阿傑              | 劇組燈光組，王琥珀的同事。 | 1-2,6,8-10,12,14-15,18-21,26,31,35,49(聲音)                         |
| 鄭穎              | 小彩              | 劇組化妝師，王琥珀的同事。 | 1-2,6,8-12,14-15,18-21,26,31-35,49(聲音)                            |
| 嘟嘟              | 彭導演            | 電視劇《我願意be鬼之鬼哭狼勒》的導演。 | 1,6,14-15,18-21,26                                                  |
| 郭源元            | 雛菊仙女          | | 1,50                                                                |
| 佟凱玲            | 桃花仙女          | | 1,40                                                                |
| 慕綺              | 杜鵑仙女          | | 1,40                                                                |
| 周奕              | 明珠              | 電視劇《無知的你不懂愛》的演員。 | 5,50                                                                |
| 王邵平            | 老公(美娟)        | 電視劇《無知的你不懂愛》的演員。 | 5,17,35                                                             |
| 張晏塵            | 老婆              | 電視劇《無知的你不懂愛》的演員。 | 5,17,35                                                             |
| 陳風劭            | 明珠老公          | 電視劇《無知的你不懂愛》的演員。 | 17,35,50                                                            |
| 張淑慧            | 明珠婆婆          | 電視劇《無知的你不懂愛》的演員。 | 50                                                                  |
| 應朗              | 麥老闆            | 王珍珠的經紀公司老闆。 | 8,12,19-21,24                                                       |
| 徐灝翔            | 曾大衝            | 電影《烈火情人》的導演。 | 8-9,11,13,16,19-20,56(照片)                                         |
| 姜瑞智            | 早期導演          | 凌晨曦當臨演和王珍珠對戲的導演。 | 8                                                                   |
| 吳建恆            | 主持人            | 電影《烈火情人》發佈會的主持人。 | 9                                                                   |
| 紀殷澤            | 阿倫              | CoCo都可飲料店的店長。 | 10,46-48                                                            |
| 洪君昊            | 國小琥珀          | 國小時的王琥珀。 | 12                                                                  |
| 陳元豪            | 國中琥珀          | 國中時的王琥珀。 | 12-13                                                               |
| 謝翔雅            | 趙雅晴            | 王琥珀的初戀情人，育有一女。 | 13-18,20-21                                                         |
| 吳以涵            | 國中雅晴          | 國中時的趙雅晴。 | 13                                                                  |
| 吳以涵            | 君君              | 趙雅晴的女兒。 | 14-15,17-18,21                                                      |
| 胡大器            | Allen             | 品味書店的經理。 | 14,16-17                                                            |
| 劉紀範            | 高雪莉            | 山嵐出版社的作家。 | 15                                                                  |
| 俞彤              | Sarah             | 書香客的總監。 | 15                                                                  |
| 洪毓璟            | 珊瑚狂粉          | 王珊瑚《冬天、珊瑚和你的屍體》簽書會的粉絲。 | 16-17                                                               |
| 王耀雄            | 惟塵              | 有容寺師父。 | 24,26,28,29(幻想)-31,35,39,41,57                                    |
| 吳旻澔            | 釋覺心            | 有容寺師兄，釋覺勵的師兄。 | 24,26-28,29(幻想)-30,39,41                                          |
| 余晉              | 新娘神            | | 34,40(回憶),44,46-48                                                |
| 張閔淳            | 張至淵            | 桌球世界冠軍，王富貴的死對頭，趙英雄、吳美女的教練，國民主持人劉定石的岳父。 | 43-44                                                               |
| 張馨比            | 欣欣              | 婦產科醫生，王翡翠的朋友。 | 45,49                                                               |
| 葉蕙芝            | 采竹房東          | 采竹離家出走租屋的房東。 | 46,49                                                               |
|                   | Ken               | 如歌出版社的員工。 | 48                                                                  |
| 蘇語甄            | 王朵朵            | ３歲，王琥珀、采竹的女兒。 | 50-60                                                               |
| 郭孔恩            | Lisa              | 李勤明的老婆，育有一女。 | 53                                                                  |
| 劉明勳            | 劇組導演          | 金導的好友。 | 55                                                                  |
| 程政鈞            | 金導              | 拿下坎城影展的導演。 | 55                                                                  |
| 陳艾熙            | 蘇小姐            | 王翡翠的客戶。 | 57                                                                  |

### 客串演員
| 演員   | 角色       | 職業／關係 | 登場集數                                          |
| 張立昂 | 天相星     | 提議讓做錯事的采竹下凡體驗人間生活，在一次采竹為了救琥珀擅自拿土地公的識別證回去天庭偷蟠桃而逮得正著又放走采竹，體驗完後，發現采竹仍對人間有留戀，尊重采竹的選擇，並祝福她，希望她能擁有遇到任何困難都能再站起來的勇氣。 | 1,2(采竹回憶),35,40,50                            |
| 廖奕琁 | 王母娘娘   | 因采竹做錯事而懲罰采竹下凡體驗人間生活，體驗完後，不知采竹仍對凡間有留戀，直到采竹勇敢說出後，才重新讓她以人的身份下凡，並消除跟她接觸過的人的所有記憶。                                                                 | 1,35,50                                           |
| 吳筱帆 | 維納斯     | | 1                                                 |
| 尤柏耘 | 邱比特     | | 1                                                 |
| 胡祖薇 | Mandy      | 卓飛揚的前女友。 | 2,4-5,10,12-16,18                                 |
| 賴東賢 | 朱駿星     | 護理師，王珍珠的前男友。 | 3-4,6-7,9-13,15-16,17(聲音)-21                    |
| 元康   | 錢總編     | 王珊瑚在如歌出版社的總編。 | 3,8-9,14,17,26,47-48,52,53(聲音)                  |
| 向承寓 | 大雄       | 如歌出版社的員工。 | 3,8-9,14,16-17,23-24,26,42,47-48,53               |
| 楊欣樺 | Ava        | 如歌出版社的員工。 | 3,8-9,14,16-17,23-24,26,42,47-48                  |
| 金妍恩 |            | 如歌出版社的員工。 | 3,23-24,26,42,47-48                               |
| 朱宥琳 | 美麗       | 賣便當老闆娘，與阿松育有一女。 | 3-4,7-8,10,12                                     |
| 段鈞豪 | 阿松       | 美麗的丈夫。 | 3,4(回憶),7,12                                    |
| 隆宸翰 | 李才俊     | 知名導演。 | 4                                                 |
| 陳甄   | 鄭老師     | 卓不凡的老師。 | 4                                                 |
| 洪博軒 | 余大偉     | 車禍意外死亡。 | 5                                                 |
| 林葉亭 | 香客       | 土地公的虔誠香客。 | 6                                                 |
| 禾浩辰 | 凌晨曦     | 國民男友，電影《烈火情人》的男主角姜輝赫，喜歡王珍珠，但被珍珠拒絕了兩次，目前兩人仍是好友關係。 | 8-13,15-16,17(幻想)-20,21(看板),51-52,56(聲音),58 |
| 覺婉榕 | 兒童醫生   | 卓不凡的醫生。 | 10,12                                             |
| 黃豪平 | 主持人     | TVB8台節目《THE TONIGHT SHOW》的主持人。 | 12                                                |
| 賀瓏   | 男名嘴     | TVB8台節目《THE TONIGHT SHOW》的來賓。 | 12                                                |
| 怡岑   | 女名嘴     | TVB8台節目《THE TONIGHT SHOW》的來賓。 | 12                                                |
| 王憲政 | 王福德     | 土地公。 | 15                                                |
| 劉昌翰 | Mandy父    | Mandy的父親。 | 16                                                |
| 李祐誠 | 黃律弘     | 柳綠週刊記者。 | 18-19                                             |
| 黃鐙輝 | 輝哥       | 影帝，客串電視劇《我願意be鬼之鬼哭狼勒》。 | 18,20-21,26                                       |
| 余佳倫 | 舞者       | T.S.D鐵四帝文化藝術創意團隊，王琥珀婚宴表演的伴舞群。 | 35                                                |
| 黃冠傑 | 舞者       | T.S.D鐵四帝文化藝術創意團隊，王琥珀婚宴表演的伴舞群。 | 35                                                |
| 廖育槿 | 舞者       | T.S.D鐵四帝文化藝術創意團隊，王琥珀婚宴表演的伴舞群。 | 35                                                |
| 林志聰 | 舞者       | T.S.D鐵四帝文化藝術創意團隊，王琥珀婚宴表演的伴舞群。 | 35                                                |
| 陳翊恬 | 婚宴主持人 | 王琥珀、采竹婚宴的主持人。 | 35                                                |
| 陳佑俊 | 球賽解說員 | 健健美男女雙打桌球大賽的解說員。 | 44                                                |
| 應采靈 | 劉金美     | 卓飛揚的母親，王翡翠的婆婆，卓不凡的奶奶，非常寵溺孫子，不凡想吃什麼就吃什麼，害的翡翠一時之間也拿這個婆婆沒辦法，婆媳問題很嚴重，但在不凡的勇敢及飛揚的勸說下，也漸漸對翡翠感到驕傲，支持飛揚再次娶翡翠進門。           | 47(聲音),51,57                                    |

## 電視劇歌曲
| 曲別   | 歌名                 | 演唱者       | 作詞                      | 作曲                   |
| 片頭曲 | 可不可以答應我       | 張祺璦       | 張祺璦                    | Ollipop、Hailey Aitken |
| 片尾曲 | 我不在意你曾經吻過誰 | 魏嘉瑩、琳誼 | 魏嘉瑩                    | 魏嘉瑩                 |
| 插曲   | 出來面對             | 魏嘉瑩、旺福 | 姚小民                    | 姚小民                 |
| 插曲   | 人間煙火             | 琳誼         | 琳誼                      | 琳誼                   |
| 插曲   | 那種朋友             | 法蘭         | 文慧如、法蘭、五月天 阿信 | 文慧如、張暐弘         |

## 拍攝場景

### 台北市
- 中正區 臺北市中山堂：南天門
- 中正區 二二八公園福德宮
- 中正區 SUPER PING PONG 乒乓球教室：王富貴打桌球的教室
- 松山區 茹曦酒店：人間通往天庭的天梯
- 松山區 臺北松山機場：李勤明回國
- 松山區 臺北捷運 松山機場站：王珍珠回國
- 中山區 自來水博物館：仙境大食館
- 中山區 美堤河濱公園：采竹、王琥珀和好；王琥珀劇組拍戲
- 中山區 自來水園區：王琥珀劇組拍戲
- 中山區 東南旅遊：Mandy上班的地方
- 中山區 越L'EXCELLENCE：卓不凡看醫生的診所
- 中山區 台北大直英迪格酒店 T.R Bar & Kitchen：凌晨曦、王珍珠、簡旺吉吃飯
- 中山區 美堤碼頭停車場：老劉、趙雅晴車禍
- 中山區 青樓中式餐酒館：Mandy與父母約卓飛揚吃飯
- 中山區 秀威資訊科技股份有限公司：王珊瑚《冬天、珊瑚和你的屍體》簽書會
- 中山區 Elite's 國際蒙特梭利幼兒園：王朵朵就讀的幼兒園
- 中山區 民生承安診所：王珊瑚陪李勤明帶東東打疫苗
- 中山區 hi kidsroom 嗨有趣：王珊瑚、李勤明吃麵
- 中山區 Leone Restaurant & Bar：凌晨曦、王珍珠吃飯
- 中山區 大佳河濱公園 Amal Café：王珍珠、釋覺勵(蔡俊雄)約會
- 信義區 好雷咖啡 RAYARK Café：卓飛揚、卓不凡、Mandy吃午餐
- 信義區 臺北市立瑠公國民中學：王琥珀、趙雅晴就讀的國中
- 信義區 松山慈惠堂：王琥珀、采竹請示王母娘娘
- 信義區 台北市信義區行政中心大樓：王琥珀、采竹登記結婚
- 信義區 博愛國民小學：卓不凡就讀的國小
- 信義區 瑠公幼兒園：卓不凡就讀的幼兒園
- 信義區 台北市民廣場：王翡翠、卓飛揚比賽跑步
- 大同區 魚屋海鮮餐廳：王琥珀、采竹吃飯
- 大同區 寧夏夜市：王琥珀帶采竹回憶從小的地方
- 大同區 豬大郎豬血糕：王琥珀帶采竹吃豬血糕
- 內湖區 CEO Kitchen | LZPT Eatery：卓飛揚、Mandy喝咖啡
- 內湖區 灣仔福德堂：王琥珀找采竹
- 內湖區 白石湖吊橋：徐語樓帶王珊瑚走的吊橋
- 內湖區 內湖運動公園：凌晨曦攀岩的公園
- 內湖區 6ix pm：王珍珠、采竹購物
- 內湖區 Bestie cafe：王珊瑚、李勤明聊聊
- 內湖區 明美公園 兒童遊樂場：王珊瑚、王翡翠聊聊；王琥珀、采竹和王朵朵溝通
- 內湖區 哈拉影城：王琥珀、采竹看電影《我的仙女》
- 內湖區 大港墘公園：王琥珀、采竹聊聊
- 大安區 新生和平陸橋：卓飛揚、Mandy聊卓不凡的事
- 大安區 長虹藥局：徐語樓幫王珊瑚買藥
- 大安區 Cross Cafe克勞斯咖啡店：王琥珀、趙雅晴吃飯
- 大安區 群璽國際商務中心 忠孝旗艦館：品味書店
- 大安區 悄悄話 chinese whispers：王珍珠、王珊瑚喝酒
- 大安區 萬鏡寫真館：王家拍婚紗照、全家福
- 大安區 古典玫瑰園 台北永康店：黃寶石吃下午茶
- 大安區 榕錦時光生活園區：如歌出版社慶祝王珊瑚得獎
- 文山區 國立政治大學達賢圖書館：徐語樓、王珊瑚看書
- 文山區 興隆公園：卓飛揚帶卓不凡騎腳踏車
- 文山區 臺北市立動物園：王珍珠、朱駿星約會
- 文山區 仙岩公園：卓不凡亂跑在公園哭
- 士林區 聚星音樂會所：采竹應徵工作
- 士林區 1956 Vintage：王琥珀、采竹的婚禮
- 南港區 環球購物中心 南港車站：Mandy與父母等車
- 北投區 振興公園：采竹拿蟠桃跑回去
- 北投區 Corner Coffee腳落咖啡：卓飛揚開的咖啡廳
- 萬華區 Bear Junkies熊飲：飛揚媽帶卓不凡吃速食
- 萬華區 台北西門町意舍酒店：徐語樓、錢總編聊聊
- 萬華區 鴨味仔炭火薑母鴨-萬華店：徐語樓、王珊瑚第二次打工
- 萬華區 金獅樓：飛揚媽帶卓不凡吃港點
- Qtime：王珍珠失戀吃泡麵

### 新北市
- 樹林區 明園賓館：王琥珀幫采竹找住的地方
- 樹林區 龍海大旅社：王琥珀幫采竹找住的地方
- 樹林區 春城大砌：卓飛揚和媽媽聊聊
- 土城區 大潤發土城店：超市
- 土城區 鮳蝦美食休閒廣場：黃寶石釣蝦
- 土城區 輝要無毒菜園：藍天農場
- 林口區 立言公園：采竹、王琥珀吵架
- 林口區 The Cafe' By 想林口：李勤明請王家吃飯
- 林口區 搵發早餐 Ate 8 All Day Breakfast：老闆不借王琥珀放傳單
- 林口區 椛期。一会：老闆不借王琥珀放傳單
- 林口區 奇異果三井藥局：店員借王琥珀放傳單
- 林口區 焦糖楓串燒 林口直營店：采竹應徵工作
- 林口區 哆娜寵物美容生活館：采竹應徵工作
- 林口區 mmm MUNCH 好好咀嚼：采竹應徵工作
- 林口區 蒔光食藝
- 林口區 長虹交響苑：徐語樓家
- 中和區 民享市場：采竹、黃寶石搶蓮藕；吳美女賣魚的攤販
- 中和區 想像空間攝影棚：王珍珠、凌晨曦拍床戲
- 中和區 中和國民運動中心：徐語樓、王珊瑚、趙英雄、吳美女打桌球
- 中和區 力行福德宮：王珍珠、蔡俊雄請示月老
- 板橋區 新北市政府警察局 板橋分局 信義派出所
- 板橋區 書店咖啡 (浮洲島美感生活)：王珊瑚舉辦座談會
- 新店區 竹林禪寺：有容寺
- 新店區 員外市民休閒農場：有容寺出坡的地方
- 新店區 海會寺：王珍珠幻想《西遊記》；戒律房
- 瑞芳區 陽光味宿：王珊瑚、徐語樓住的民宿
- 瑞芳區 淂藝洋行：羊男咖啡
- 貢寮區 和美漁港：飛魚島接駁船站
- 貢寮區 三貂角步道：飛魚島步道
- 貢寮區 三貂角燈塔：飛魚島燈塔
- 永和區 吳銅坤婦產科診所：王翡翠生卓不凡的診所；采竹照超音波
- 永和區 民權市民活動中心：里長歡迎采竹住這里
- 三峽區 國立臺北大學人文大樓：王珊瑚、李勤明畢業大學
- 三峽區 嘿咖啡：王珊瑚、李勤明用餐
- 汐止區 白雲公園：李勤明、Lisa、東東野餐

| - 桃園區 瀚悅行銷有限公司：瀚悅律師事務所 - 桃園區 晶宴會館-桃園館：王琥珀、采竹的婚宴 - 中壢區 i hotel：張福德打電競的地方 - 中壢區 河馬水產：王珊瑚、徐語樓吃火鍋 - 中壢區 懷寧醫院：采竹住院病房 - 大園區 CoCo都可 桃園青埔店：采竹阻止黃寶石紅燈穿越馬路；采竹工作的飲料店 - 楊梅區 埔心牧場：卓飛揚、王翡翠、卓不凡騎協力車、看動物 - 楊梅區 永貞新村 埔心牧場店：卓飛揚、王翡翠、卓不凡買雞蛋糕 - 竹北市 臺大分院 生醫醫院竹北院區：醫院病房；朱駿星上班的醫院 | - 五結鄉 香格里拉冬山河渡假飯店：一重天 - 員山鄉 香草菲菲 芳香植物博物館：仙女辦公室 - 員山鄉 麗田花園別墅：王家場景 - 宜蘭市 森日植感餐車：王琥珀、采竹吃飯 - 宜蘭市 大雅書房：采竹買報紙 - 宜蘭市 國立宜蘭大學：田新國小 - 宜蘭市 宜蘭大學體育館：健健美男女雙打桌球大賽 - 蘇澳鎮 蜡藝蠟筆城堡：下地府通道 - 后里區 中社觀光花市花海：御花園 |

## 外部連結
- 衛視原創的Facebook專頁
- 衛視原創的Instagram帳戶
- 仙女姐姐來我家-衛視中文台 （页面存档备份，存于）
- 互联网电影数据库（IMDb）上《仙女姐姐來我家》的资料（英文）

## 作品的變遷
| 臺灣 衛視中文台 星期一至五 20:00 - 21:00                             | 臺灣 衛視中文台 星期一至五 20:00 - 21:00            | 臺灣 衛視中文台 星期一至五 20:00 - 21:00   |
| -------------------------------------------------------------------- | --------------------------------------------------- | ------------------------------------------ |
|                                                                      | 仙女姐姐來我家 （2022年10月4日－2022年12月26日）    |                                            |
| 正義的算法 （2022年8月29日－2022年10月3日）                          | 俗女養成記（重播） （2022年12月27日－2023年1月9日） |                                            |
| 臺灣 星衛娛樂台 星期一至五 20:00 - 21:00                             |                                                     |                                            |
| 流星 （2022年9月14日－2022年10月3日） （10月4日起改為19:10 - 20:00） | 仙女姐姐來我家 （2022年10月4日－2022年12月26日）    | 魔咒戀人 （2022年12月27日－2023年1月25日） |

| 臺灣 中視主頻 星期一至五 22:00 - 23:00                                        | 臺灣 中視主頻 星期一至五 22:00 - 23:00                   | 臺灣 中視主頻 星期一至五 22:00 - 23:00 |
| ----------------------------------------------------------------------------- | -------------------------------------------------------- | -------------------------------------- |
|                                                                               | 仙女姐姐來我家 （2022年10月4日－2022年12月26日）         |                                        |
| 神鵰俠侶（重播） （2014年版，22:00 - 00:00） （2022年8月29日－2022年10月3日） | 慶餘年 (第一季)（重播） （2022年12月27日－2023年2月2日） |                                        |